# Skoleristen
Skoleristen var et lille stræde i Viborg, der forsvandt i år 1726. I Resens Atlas fra 1677 går strædet ud fra det nuværende Skolestræde i nord, og ender ved Domkirkegården. Ordets andet led henviser muligvis til en kreaturrist – et gitter over en grøft, der skal holde dyr ude.
Ved den store bybrand i 1726 nedbrændte Viborg Domkirke og Bispegården. Efter Claus Stallknechts genopførsel af de 2 bygninger i årene efter branden, forsvandt navnet "Skoleristen" helt fra kortene.